# Měčín
Měčín (in tedesco Metschin) è una città della Repubblica Ceca facente parte del distretto di Klatovy, nella regione di Plzeň.